# Commelinidium
Commelinidium és un gènere de plantes de la família de les poàcies, ordre de les poals, subclasse de les commelínides, classe de les liliòpsides, divisió dels magnoliofitins.

## Taxonomia
- Commelinidium gabunense (Hack.) Stapf
- Commelinidium mayumbense (Franchet) Stapf
- Commelinidium nervosum Stapf